# Sol-Feace
Sol-Feace est un jeu vidéo shoot them up sorti en 1992 et fonctionne sur Mega-CD et Mega Drive (sous le nom de Sol-Deace). Le jeu a été développé et édité par Wolf Team.

## Synopsis
L'action se passe au 3e millénaire, les humains ont implanté une intelligence artificielle au cœur d'un ordinateur, le GCS-WT. Il en résulte une machine surpuissante ayant le pouvoir théorique d'unir les peuples et de mettre fin à toutes les guerres.
Au lieu de fédérer les peuples et d'instaurer la paix, le GCS-WT devient un dictateur sanguinaire ayant pour seul but d'exterminer la race humaine.
Le docteur Dr. Edwin Feace doit piloter son vaisseau de combat, le Sol-Feace pour contrecarrer les plans du GCS-WT. Malheureusement le Dr. Feace est tué sur le champ de bataille.
Le joueur incarne un des deux survivants de l'équipage du  Dr. Feace, dernier espoir contre la menace du GCS-WT.